# 신격변주의

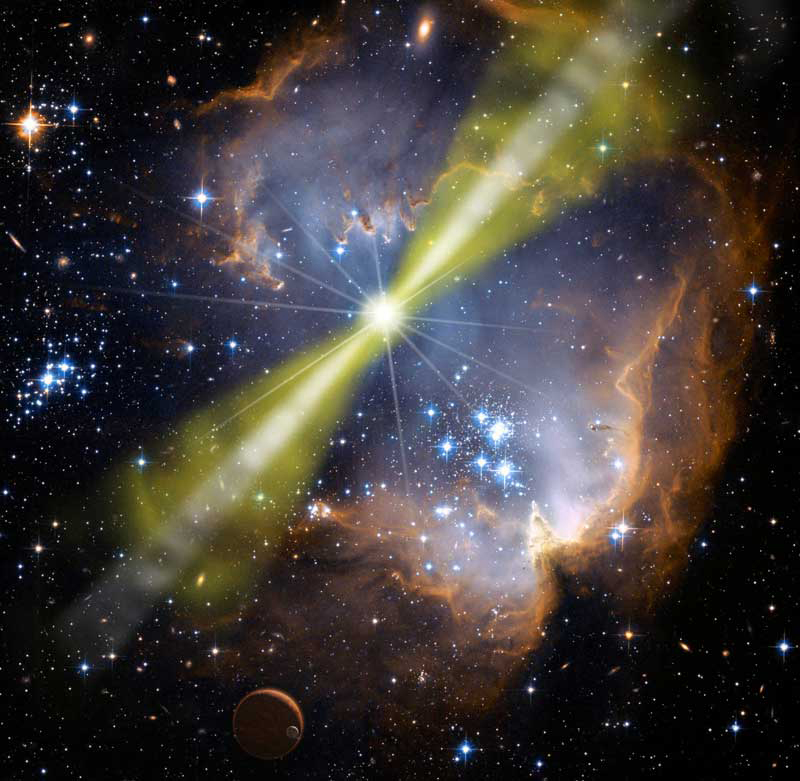
감마선 폭발은 지능적 생명의 출현을 규제했을 수 있다

신격변주의(新激變主義, 영어: Neocatastrophism)는 감마선 폭발과 같은 생명을 몰살하는 사건이 거주가능 영역에서 복잡한 생명의 출현에 대한 우리은하의 은하계 조절 장치로 작용했다는 가설이다. 이는 페르미 역설에 대한 설명으로 제안되었는데, 지구의 가까운 은하에 있는 지능 존재들의 예상되는 출현을 연기했을 장치를 제공하기 때문이다. 이는 인간이 지금까지 발견하지 못한 이유를 설명하는 길이다.

## 같이 보기
- 인류 원리
- 드레이크 방정식
- 골디락스 원칙
- 대여과기
- 보통 원칙
- 행성 거주가능성
- 희귀한 지구 가설